# Tulsa County
Tulsa County ist ein County im Bundesstaat Oklahoma der Vereinigten Staaten. Der Verwaltungssitz (County Seat) ist Tulsa. Das U.S. Census Bureau hat bei der Volkszählung 2020 eine Einwohnerzahl von 669.279 ermittelt.

## Geographie
Das County liegt im mittleren Nordosten von Oklahoma und hat eine Fläche von 1.520 Quadratkilometern, wovon 43 Quadratkilometer Wasserfläche sind. Es grenzt im Uhrzeigersinn an folgende Countys: Washington County, Rogers County, Wagoner County, Okmulgee County, Creek County und Pawnee County.

## Geschichte
Tulsa County wurde 1905 als Original-County aus Muskogee-Land gebildet. Benannt wurde es nach der Stadt Tulsa.

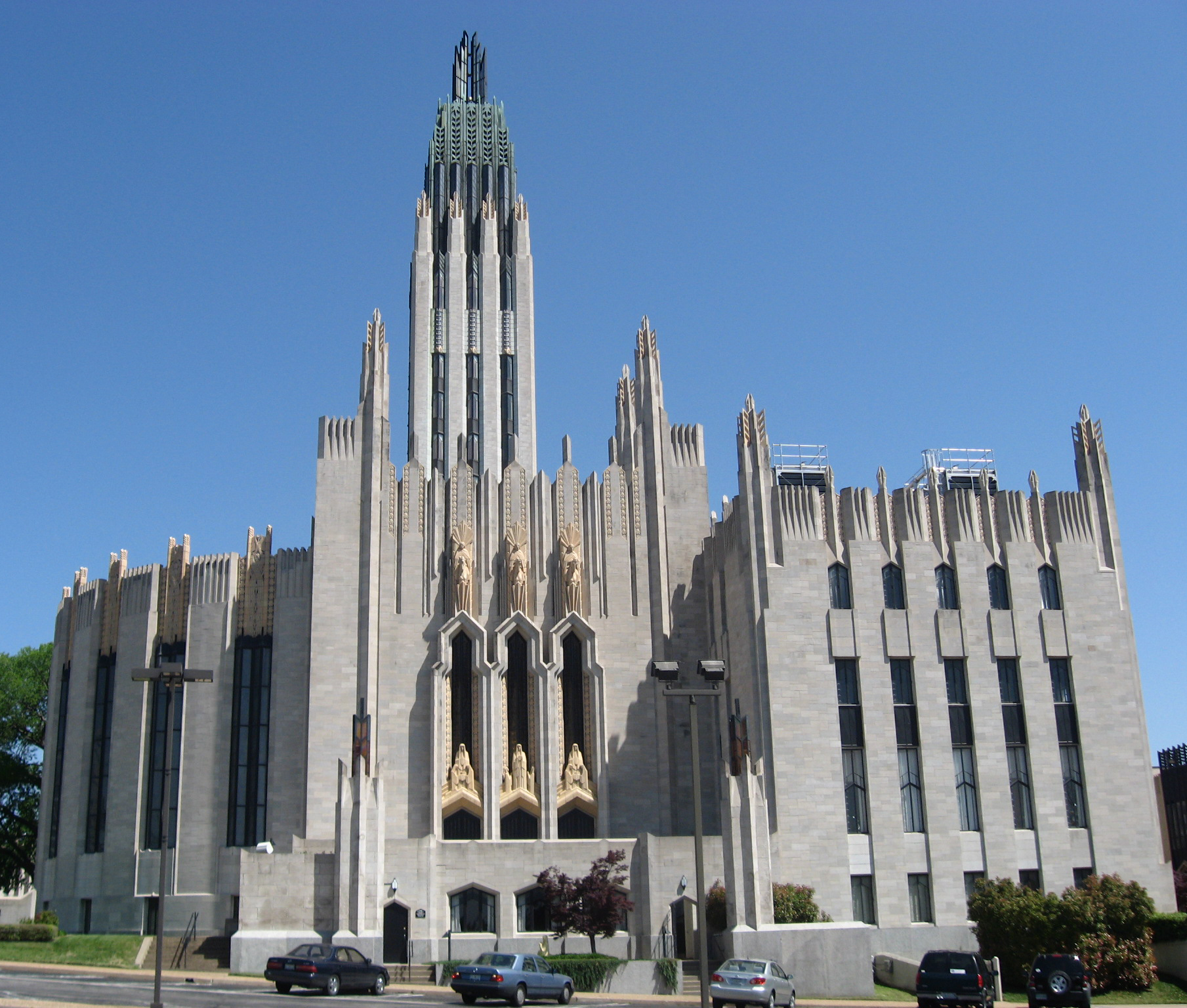
Boston Avenue Methodist Church (2008)

Im County liegt eine National Historic Landmark, die Boston Avenue Methodist Church. 85 Bauwerke und Stätten des Countys sind im National Register of Historic Places (NRHP) eingetragen (Stand 6. Juni 2018).

## Demografische Daten

Alterspyramide des Tulsa County

Nach der Volkszählung im Jahr 2000 lebten im Tulsa County 563.299 Menschen in 226.892 Haushalten und 147.252 Familien. Die Bevölkerungsdichte betrug 381 Einwohner pro Quadratkilometer. Ethnisch betrachtet setzte sich die Bevölkerung zusammen aus 75,02 Prozent Weißen, 10,95 Prozent Afroamerikanern, 5,20 Prozent amerikanischen Ureinwohnern, 1,62 Prozent Asiaten, 0,05 Prozent Bewohnern aus dem pazifischen Inselraum und 2,77 Prozent aus anderen ethnischen Gruppen; 4,40 Prozent stammten von zwei oder mehr Ethnien ab. 5,97 Prozent der Bevölkerung waren spanischer oder lateinamerikanischer Abstammung.
Von den 226.892 Haushalten hatten 32,2 Prozent Kinder unter 18 Jahre, die im Haushalt lebten. 49,1 Prozent waren verheiratete, zusammenlebende Paare, 12,1 Prozent waren allein erziehende Mütter. 35,1 Prozent waren keine Familien, 29,6 Prozent waren Singlehaushalte und in 8,9 Prozent der Haushalte lebten Menschen im Alter von 65 Jahren oder darüber. Die durchschnittliche Haushaltsgröße betrug 2,43 und die durchschnittliche Familiengröße betrug 3,03 Personen.
26,3 Prozent der Bevölkerung waren unter 18 Jahre alt, 10,0 Prozent zwischen 18 und 24, 30,4 Prozent zwischen 25 und 44, 21,6 Prozent zwischen 45 und 64 und 11,8 Prozent waren 65 Jahre oder älter. Das Durchschnittsalter betrug 34 Jahre. Auf 100 weibliche Personen kamen 94,2 männliche Personen. Auf 100 Frauen im Alter von 18 Jahren oder darüber kamen 90,9 Männer.
Das jährliche Durchschnittseinkommen eines Haushalts betrug 38.213 USD und das durchschnittliche Einkommen einer Familie betrug 47.489 USD. Männer hatten ein durchschnittliches Einkommen von 35.495 USD gegenüber den Frauen mit 25.680 USD. Das Prokopfeinkommen betrug 21.115 USD. 8,7 Prozent der Familien und 11,6 Prozent der Bevölkerung lebten unterhalb der Armutsgrenze.

## Orte
- Bixby
- Broken Arrow
- Collinsville
- Glenpool
- Liberty
- Lotsee
- Oakhurst
- Owasso
- Sand Springs
- Sapulpa
- Skiatook
- Sperry
- Tulsa
- Turley